# Moulay Ahmed Iraqi
 (juillet 2018).
Si vous disposez d'ouvrages ou d'articles de référence ou si vous connaissez des sites web de qualité traitant du thème abordé ici, merci de compléter l'article en donnant les références utiles à sa vérifiabilité et en les liant à la section « Notes et références ».
 (juillet 2018).
 (juillet 2018).
Moulay Ahmed Iraqi est professeur, médecin, penseur, homme politique et militant. Il a occupé plusieurs hautes fonctions d'État, notamment celles de Secrétaire d'État à l'Environnement dans le gouvernement d'Alternance de Abderrahman El Youssoufi au Maroc (1998-2000), de président du Comité arabe des Nations unies pour l’environnement (1998-1999) et de président de l’Association marocaine des études et recherches sur les changements climatiques. Il a publié plusieurs ouvrages scientifiques dans les domaines de la santé, de la pédagogie, du système d’enseignement, de la santé publique, de l’environnement et des sciences humaines.
Professeur Iraqi est né en 1949 à Fés et décédé le 24 janvier 2018 à Casablanca.

## Titres et fonctions

### Diplômes universitaires
- Professeur de l’Enseignement Supérieur (1988)
- Expert de Pédagogie Universitaire (Paris V) (1988)
- M.C.A d’Anatomie Pathologique (CHU Ibn Rochd Casablanca) (1984)
- Titulaire du CES National d’Anatomie pathologique (France) (1979)
- Docteur en Médecine (UPS-Toulouse) (1977)

### Fonctions institutionnelles
- Secrétaire d’État à l’environnement (1998-2000)
- Président de la Commission Méditerranéenne du Développement Durable (1998-1999)
- Président du comité Arabe des Nations     Unies de l’Environnement (1999-2000)
- Membre du comité Ministériel Africain de l’Environnement (1998-2000)
- Chef de service d’Anatomie Pathologique (CHU Ibn Rochd Casablanca) (1993-2008)
- Membre de la Commission Nationale de l’Enseignement (1994)
- Vice Doyen de la Faculté de Médecine et de Pharmacie de Casablanca (1985-1988)
- Consultant du MES et de la recherche scientifique (2005-2012)

### Titres et fonctions associatives
- Président de la Coalition Nationale de Rationalisation du champ linguistique
- Président de l’Association Marocaine des Études et des Recherches sur le changement de l’environnement
- Vice Président de la Fondation Hassan II Ramadan et Santé
- Vice Président du Comité d’Éthique de la F.M.P.C
- Membre de : La Société Marocaine des Sciences Médicales, L’Association Marocaine de Pathologie, L’Association Maghrébine de Pathologie, La Société Anatomique de Paris et L’Académie Internationale de Pathologie.

- Membre de comités de lecture de revue scientifique
- Conférencier et animateur de séminaires de pédagogie
- Consultant (Santé – Enseignement – Environnement et Développement)
- Membre du club Francophone d’hemato - pathologie
- Membre du club du médicament
- Membre d’associations de la société civile et des droits de l’Homme

### Titres et fonctions politiques et syndicales
- Membre du bureau politique de l’USFP
- Membre de l’Organisation Démocratique du Travail
- Editorialiste du journal « AL MANBAR IL ICHTIRAKI »
- Membre de l’organisation démocratique du travail

### Autres titres et fonctions
- Secrétaire Général Adjoint du Parti Socialiste Marocain (2006-2013)
- Secrétaire National de l’International Giosphère-Biosphère-Programm (2001-2009)
- Membre du Comité d’Éthique Khmissa (1997-2010)
- Président de la Société Marocaine des Sciences Médicales (1992-1998)
- Vice-Président de Convergence 21 (1996-2008)
- Membre de l’observatoire National des droits de l’enfant (1992-2002)
- Vice-président du Conseil Régional du Centre de l’ordre des médecins (1984-1988)
- Secrétaire Général de la Fondation Marocaine de recherche médicale (1984-1990)
- Secrétaire Général de l’association Marocaine de lutte contre le cancer (1980-1984)
- Membre de la commission administrative du SNESUP (1982-1985)
- Membre de la commission administrative du CDT     Santé (1983-1986)
- Vice-Président de l’Association des Étudiants Nord Africains en France (1973-1976)
- Membre de L’UNEM     (1968-1979)

## Décorations et distinctions
- Vice Doyen honoraire de la F.M.P.C. (1989)
- Ouissam Alaouite de l’ordre de chevalier (1991)
- Président honoraire de la S.M.S.M. (1999)
- Société maghrébine des Sciences Médicales (2007)
- Membre honorifique de : National Arab Américan Médical Association (1995), Association Marocaine de Catalyse et environnement (2002) et Société maghrébine des Sciences Médicales (2007).